# Albanien i olympiska sommarspelen 1996
Albanien deltog i de olympiska sommarspelen 1996 med en trupp bestående av sju deltagare, men ingen av landets deltagare erövrade någon medalj.

## Brottning
Herrarnas linjelopp
- Shkelqim Troplini

## Cykling
Tungvikt, fristil
- Besnik Musaj

## Friidrott
Damernas spjutkastning
- Mirela Manjani
  - Kval — 55,64m (→ gick inte vidare)

Damernas tresteg
- Vera Bitanji
  - Kval — 12,82m (→ gick inte vidare)